# Psarades
Psarades (griechisch Ψαράδες (m. pl.) mazedonisch und bulgarisch Нивици Nivitsi) ist ein Dorf der Gemeinde Prespes in der nordgriechischen Region Westmakedonien.

## Lage
Psarades erstreckt sich im Nordwesten Griechenlands am Südufer des Prespasees über 15,389 km², einschließlich der Wasserfläche auf 41,064 km². Im See verläuft die Staatsgrenze zu Albanien im Westen und Nordmazedonien im Norden. Im Osten liegt Lemos, das gleichzeitig Sitz der Gemeindeverwaltung von Prespes ist. Das Dorf Psarades ist auf 851 bis 870 m Höhe an der Ostseite einer langen und schmalen Bucht gelegen, die sich nach Südosten in ein kleines, steiles Tal fortsetzt. Die umgebenden Berge steigen auf der nordöstlichen Talseite bei der Kapelle Agios Georgios auf über 1100 m Höhe an. Hufeisenförmig zieht sich der Bergkette des Deva (Όρος Ντέβας Óros Dévas) um das Tal und erreicht im Süden und Südwesten zu den benachbarten Ortsgemeinschaften Agios Achillios und Vrondero ihre höchsten Erhebungen mit 1360 und 1373 m.

## Geschichte
Ab dem Ende des 19. Jahrhunderts konkurrierten bulgarische, griechische und serbische Nationalbewegungen um die Nachfolge der osmanischen Herrschaft in Makedonien. Während der Zeit des bulgarischen Exarchats wurden im damaligen Dorf Nivitsi, dem heutigen Psarades, die Gottesdienste in griechischer Sprache abgehalten und in der örtlichen Schule auf Griechisch unterrichtet. Erhebungen zur besonders komplexen Bevölkerungsstruktur der Region verfolgten das nationalistische Interesse, die jeweilige Bevölkerungsgruppe besonders groß erscheinen zu lassen. Nach Angaben aus dem Jahr 1878 hatte Nivitzi 30 Häuser und war von 92 Bulgaren bewohnt, 1900 lebten in Nivitza 400 christliche Bulgaren. Die bulgarische Seite betrachtete alle slawischsprachigen Mazedonier als Bulgaren.
Während des Griechischen Bürgerkriegs kämpften auf Seiten der DSE in einer gesonderten Einheit auch slawomazedonische Rebellen der Nationalen Befreiungsfront NOF (Народно Ослободителен Фронт (НОФ) Λαϊκό Απελευθερωτικό Μέτωπο). Zum 2. Kongress der NOF am 25. und 26. März 1949 waren in der Dorfkirche von Psarades 700 Repräsentanten zusammengekommen. Unter Teilnahme des Parteiführers Nikolaos Zachariadis der KKE wurde in einer Resolution „… die Vereinigung Makedoniens mit einer vereinten, unabhängigen und gleichberechtigten makedonischen Nation innerhalb einer volksdemokratischen Föderation der Balkanvölker“ verkündet.
Am 17. Juni 2018 unterzeichneten in Psarades die Außenminister Mazedoniens Nikola Dimitrov und Griechenlands Nikos Kotzias in Anwesenheit der Regierungschefs Zoran Zaev und Alexis Tsipras eine vorläufige Vereinbarung, die den jahrzehntelangen Namensstreit beenden soll.

### Verwaltungsgeschichte
Nach der Gründung als Landgemeinde Nivitsa (Κοινότητα Νιβίστης Kinótita Nivítsis) 1918 gemeinsam mit Vivani änderte sich die Gebietsabgrenzung mehrfach. 1927 erfolgte die Umbenennung in Psarades. Anlässlich der Gemeindereform 1997 erfolgte der Zusammenschluss mit zwölf weiteren Landgemeinden zur Gemeinde Prespes diese wiederum wurde im Rahmen der Verwaltungsreform 2010 mit Krystallopigi zur neuen Gemeinde Prespes fusioniert, wo Psarades seither den Status einer Ortsgemeinschaft hat.
Einwohnerentwicklung von Psarades
| 1920 | 1928 | 1940 | 1951 | 1961 | 1971 | 1981 | 1991 | 2001 | 2011 |
| ---- | ---- | ---- | ---- | ---- | ---- | ---- | ---- | ---- | ---- |
| 589  | 585  | 770  | 433  | 430  | 247  | 167  | 144  | 158  | 83   |